# ケニー・チョイ
ケニー・チョイ (Kenny Choi) は、アメリカ合衆国ケント出身の韓国系アメリカ人ミュージシャン。

## 人物
インディーロックバンド、Daphne Loves Derbyのヴォーカリスト、ギタリスト。

ソロとしても活動している。化学工学を専攻し、2012年6月にワシントン大学を卒業。